# Freigeistige Weltanschauungsgemeinschaft (Belgien)

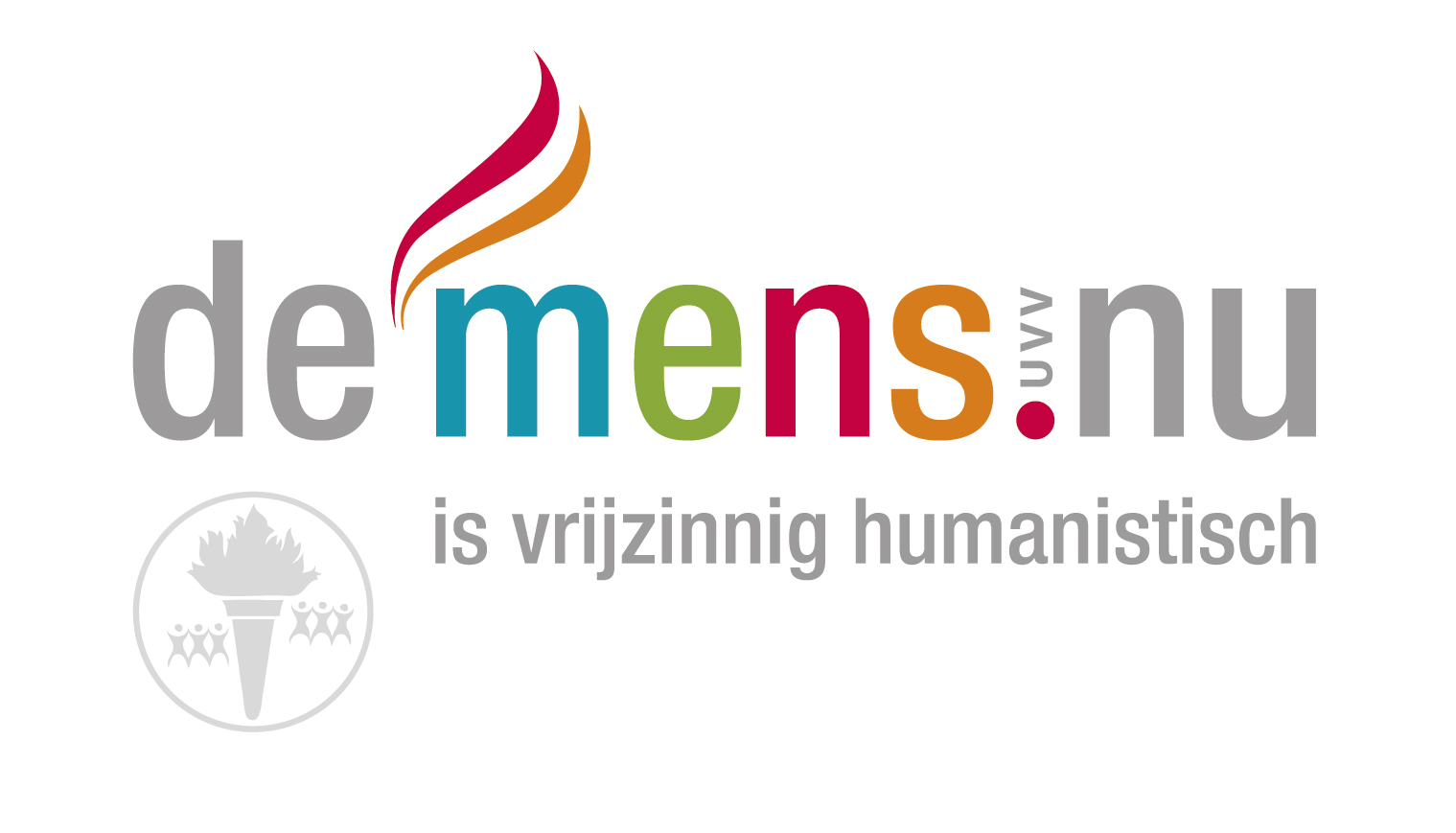
Logo deMens.nu logo

Die freigeistige Weltanschauungsgemeinschaft in Belgien ist die Gesamtheit «freidenkerischer», «humanistischer» u. ä. Vereinigungen und ihrer Anhänger. Sie ist aufgrund von Artikel 181 in der belgischen Verfassung durch das Gesetz vom 21. Juni 2002 über den Zentralen Rat der nichtkonfessionellen weltanschaulichen Gemeinschaften Belgiens, die Beauftragten und die Einrichtungen zur Verwaltung der materiellen und finanziellen Interessen der anerkannten nichtkonfessionellen weltanschaulichen Gemeinschaften anerkannt.
Als «freigeistig» («vrijzinnig», «laïque») werden dabei all diejenigen Bürger bezeichnet, die den Grundsatz der «freien Überprüfbarkeit» («vrij onderzoek», «libre examen») unterschrieben haben.
Die besondere gesellschaftliche Stellung dieser Gemeinschaft beruht auf dem Phänomen der «Versäulung» («verzuiling», «pilarisation»), wobei die katholische Kirche zahlreiche Organisationen wie Schulträger, Gewerkschaften, Jugendverbände oder auch Krankenkassen gründete, was nicht-katholische Bürger veranlasste, entsprechende Parallelstrukturen zu errichten, entweder getrennt nach politischer Zugehörigkeit zu Sozialisten oder Liberalen oder rein weltanschaulich als nicht-christliche Einrichtungen.
Da nach Artikel 181 der belgischen Verfassung, die «Gehälter und Pensionen der Diener der Kulte ... zu Lasten des Staates» gehen, verlangten freigeistige Bürger Gleichstellung mit den anerkannten Religionsgemeinschaften, weswegen schließlich 1993 Artikel 181 (damals noch Artikel 117) durch einen zweiten Paragrafen ergänzt wurde. Die Bestimmung lautet seit dem:
»§ 1 - Die Gehälter und Pensionen der Diener der Kulte gehen zu Lasten des Staates; die dazu erforderlichen Beträge werden jährlich in den Haushaltsplan eingesetzt.
§ 2 - Die Gehälter und Pensionen der Vertreter der durch Gesetz anerkannten Organisationen, die moralischen Beistand aufgrund einer nichtkonfessionellen Weltanschauung bieten, gehen zu Lasten des Staates; die dazu erforderlichen Beträge werden jährlich in den Haushaltsplan eingesetzt.«
Die konkrete Anerkennung erfolgte dann durch das o. g. Gesetz vom 21. Juni 2002, in dessen offizieller deutscher Übersetzung der «Zentrale Rat der nichtkonfessionellen weltanschaulichen Gemeinschaften Belgiens» kurz als «Zentraler Freigeistiger Rat» bezeichnet wird, womit die gängige Bezeichnung «vrijzinnig» bzw. «laïque» also durch «freigeistig» wiedergegeben ist.
Das Kriterium des Bekenntnisses zur «freien Überprüfbarkeit» geht indirekt aus Artikel 7 Nr. 4 (passives Wahlrecht zu einem der in jeder Provinz bestehenden Verwaltungsräte) des Gesetzes hervor. (In der offiziellen deutschen Übersetzung wird «vrij onderzoek»/«libre examen» mit «freie Forschung» wiedergegeben, es geht aber bei dem niederländischen und dem französischen Ausdruck nicht um etwas «Akademisches», sondern um eine ganz allgemeine Lebenseinstellung.)
Der Kern des Grundsatzes der freien Überprüfbarkeit ist die Zurückweisung jeglicher offenbarter Glaubenswahrheiten und das Vertrauen in die Kraft der menschlichen Vernunft.
Organisatorisch wird durch das Gesetz neben dem Zentralen Freigeistigen Rat für ganz Belgien in jeder Provinz eine «öffentlich-rechtliche Einrichtung gegründet, die Einrichtung für moralischen Beistand des Zentralen Freigeistigen Rates genannt wird». Der keiner Provinz angehörende Verwaltungsbezirk Brüssel-Hauptstadt hat zwei solche Einrichtungen, eine französischsprachige und eine niederländischsprachige. Die teils französischsprachige, teils deutschsprachige Provinz Lüttich hat hingegen nur eine solche Einrichtung.
Unterhalb dieses öffentlich-rechtlichen Daches gibt es jedoch eine große Zahl von Vereinen und Vereinigungen, von denen die meisten sehr viel älter sind, und die den Hauptanteil der Aktivitäten der freigeistigen Weltanschauungsgemeinschaft entwickeln.
Zu diesen Aktivitäten zählen neben dem »moralischen Beistand« (der individuellen «Seelsorge»), und allgemeineren kulturellen und Freizeitveranstaltungen u. a. auch die Ausrichtung von Feierlichkeiten in Form von weltlichen Übergangsriten wie
- Patenschaftsfeier (zur Geburt)
- Jugendfeier
- Hochzeitsfeier
- weltliche Trauerfeier.